# Telenet-Fidea Lions
Telenet-Fidea Lions (Kod UCI: TFL) – belgijska zawodowa grupa kolarska założona w 2000 roku. W latach 2000–2003 była ekipą amatorską. W 2004 r. należała do dywizji UCI Trade Team III, a od 2005 r. znajduje się w dywizji UCI Continental Teams. Kierownikiem zespołu jest były kolarz Belg Sven Nys, a dyrektorami sportowymi grupy są Belgowie Kris Wouters i Eric Braes. Zespół specjalizuje się głównie w kolarstwie przełajowym. Ma w swoim gronie między innymi zdobywcę Pucharu Świata w kolarstwie przełajowym w sezonie 2013/2014 Larsa van der Haara.

## Ważniejsze sukcesy na szosie

### 2011
- 1. miejsce na prologu Sint-Martinusprijs Kontich, Daniel Peeters
- 5. miejsce w Wyścigu Solidarności i Olimpijczyków, Tom Meeusen
- 5. miejsce w Ronde van Vlaanderen (ranga 1.1), Daniel Peeters

### 2017
- 4. miejsce w Heistse Pijl, Corne van Kessel
- 6. miejsce w Ster ZLM, Toon Aerts
- 7. miejsce w Ronde van Limburg, Lars van der Haar

### 2018
- 1. miejsce na 4. etapie Tour de Wallonie, Quinten Hermans
- 2. miejsce w Tour de Wallonie, Quinten Hermans
- 8. miejsce w Baloise Belgium Tour, Quinten Hermans
- 15. miejsce w Baloise Belgium Tour, Toon Aerts

## Skład 2018
| Imię i nazwisko   | Data urodzenia            | Narodowość |
| ----------------- | ------------------------- | ---------- |
| Jim Aernouts      | 23 marca 1989(dts)        | Belgia     |
| Thijs Aerts       | 3 listopada 1996(dts)     | Belgia     |
| Toon Aerts        | 19 października 1993(dts) | Belgia     |
| Yentl Bekaert     | 18 lipca 1999(dts)        | Belgia     |
| Nicolas Cleppe    | 12 grudnia 1995(dts)      | Belgia     |
| Andreas Goeman    | 7 sierpnia 1999(dts)      | Belgia     |
| Quinten Hermans   | 29 lipca 1995(dts)        | Belgia     |
| Daan Soete        | 19 grudnia 1994(dts)      | Belgia     |
| Lars van der Haar | 23 lipca 1991(dts)        | Holandia   |
| Corne van Kessel  | 7 sierpnia 1991(dts)      | Holandia   |

## Nazwa grupy w poszczególnych latach
| lata      | nazwa               |
| --------- | ------------------- |
| 2000–2004 | Spaarselect         |
| 2004–2009 | Fidea Cycling Team  |
| 2009–2016 | Telenet-Fidea       |
| 2017–     | Telenet-Fidea Lions |